# Semjbataar Baatarsuren
Semjbataar Baatarsuren (Ulaanbaatar, 11 oktober 1975) is een Mongolisch voetballer die speelt voor Khoromkhon, een voetbalclub uit Mongolië. Zijn positie op het veld is die van middenvelder. Hij begon met voetballen in 2003 bij Ulaanbaatar Mon-Uran en vertrok in 2005 naar Khoromkhon. In de periode tussen 2000 en 2005 speelde Baatarsuren twaalf interlands in het Mongolisch voetbalelftal.

## Referentie
1. ↑  Profiel op national-football-teams.com